# Hallabro
Hallabro est une localité de Suède située dans la commune de Ronneby du comté de Blekinge. Elle couvre une superficie de 0,49 km2. En 2010, elle compte 254 habitants.